# Phaenomeridinae
Phaenomeridinae zijn een onderfamilie van kevers uit de familie van de bladsprietkevers (Scarabaeidae).